# Archivesica
Archivesica is een geslacht van tweekleppigen uit de familie Vesicomyidae.

## Soorten
De volgende soorten zijn bij het geslacht ingedeeld:
- Archivesica angulata (Dall, 1895)
- Archivesica chuni (Jaeckel & Thiele, 1931)
- Archivesica garuda (Okutani & Soh, 2005)
- Archivesica gigas (Dall, 1896)
- Archivesica magnocultellus (Okutani, Kojima & Iwasaki, 2002)
- Archivesica myriamae (Cosel & Olu, 2008)
- Archivesica nanshaensis (F.-S. Xu & S.-P. Shen, 1991)
- Archivesica ochotica (Scarlato, 1981)
- Archivesica puertodeseadoi (Signorelli & Pastorino, 2015)
- Archivesica similaris (Okutani, Kojima & Ashi, 1997)
- Archivesica suavis (Dall, 1913)